# Milwaukeeprotokollet
Milwaukeeprotokollet är en, ifrågasatt, medicinsk behandling mot rabies som går ut på att patienten försätts i en kontrollerad form av medicinskt inducerad koma. Syftet med detta är att skydda patienten från dess egen angripna hjärna, samt ge immunförsvaret mer tid att bilda antikroppar och bekämpa viruset. Milwaukeeprotokollet skrevs av läkaren Rodney Willoughby och lyckades för första gången år 2004 hos hans då 15-åriga patient vid namn Jeanna Giese. Det har sedan dess testats vid upprepade tillfällen och inte sällan misslyckats, vilket resulterat i att metoden kraftigt ifrågasatts. Kritiken har bestått i hypoteser om att det inte varit själva behandlingen, utan snarare försvagade varianter av viruset som resulterat i att patienterna återhämtat sig från sjukdomen. Patienter med klinisk rabiesinfektion överlever mycket sällan, och då har majoriteten fått restsymptom. Alla principer för behandling av utbruten rabies är experimentella, enligt Folkhälsomydigheten i Sverige 2019, vilket kan tolkas som ett indirekt ifrågasättande av Milwaukeeprotokollet.

## Dokumentär
Det finns en dokumentär om den första patienten, Jeanna Giese, som behandlades enligt Milwaukeeprotokollet och överlevde. Dokumentären lyfter bland annat vilka risker det medför att försätta en patient i djup koma. Giese behövde exempelvis lära sig att gå och tala igen efter avslutad behandling enligt Milwaukeeprotokollet. Under behandlingstiden förelåg det en rädsla hos läkarna för att hon skulle tappa dessa förmågor helt och hållet. Dokumentären redogör också i steg för steg hur det gick till när Gieses läkare kom på och beslutade sig för att testa sin metod för första gången.